# Ileana Sărăroiu
Ileana Sărăroiu nata Elena Sărăroiu (Valea Voievozilor, 25 settembre 1936 – Unirea, 13 maggio 1979) è stata una cantante rumena di musica tradizionale, romanze e musica leggera.

## Biografia
Fa il suo debutto a 14 anni presso la locale Casa di cultura di Târgoviște. Dopo il diploma alla Scuola d'arte popolare andò a Bucarest, dove sul suggerimento di Harry Negrin, venne ingaggiata al Teatro "Ion Vasilescu". Nel 1958 si esibì al ristorante Minerva di Craiova. Cantò nell'ensemble di musica e danza della Direzione generale del servizio del lavoro (D.G.S.M.) e nell'Ensemble dell'aviazione, e dal 1964 all'Ensemble "Ciocârlia". Collaborò con la Radio Televisione rumena.
Fece la sua prima stampa nel 1964 a Radio Bucarest e nel 1966 pubblicò il suo primo disco con l'etichetta discografica Electrecord. Dal 1964 suonò nei ristoranti di Bucarest, Athénée Palace e Balada (all'Intercontinental Hotel). Fece numerose tournée nel paese e all'estero, specialmente in Israele. Nel corso della sua carriera, arricchì il suo repertorio con canzoni popolari ai piedi dei Monti Bucegi e Făgăraș.
Ebbe come artisti preferiti Maria Tănase, Ioana Radu e Rodica Bujor.

### Vita privata
Sposò in prime nozze il medico Ganţă ed ebbe un secondo matrimonio con il giocatore professionista di pallacanestro Mircea Câmpeanu, nato nel 1939. A due anni dalla morte di Ileana Sărăroiu, Mircea Câmpeanu diventò il marito della sua amica Maria Ciobanu. Fu legata da una profonda amicizia a Benone Sinulescu e Irina Loghin.

### La morte
Morì improvvisamente la notte tra il 12 maggio e il 13 maggio 1979, a 43 anni, nell'ambulanza che la portava all'ospedale, dopo il malore che la colse mentre si esibiva in un recital ad un matrimonio a Călărași. Sostituiva il collega e amico Benone Sinulescu impossibilitato a partecipare per una tournée in Jugoslavia e aveva appena finito di cantare O bătrână într-o gară. Fu sepolta nel cimitero „Sfânta Vineri” di Bucarest.
Seguì un'inchiesta per fare luce su quanto accaduto (si scoprì così delle frequenti emicranie che l'affliggevano fin da giovane) e la causa del decesso fu stabilita in un aneurisma che le causò un infarto. Per molto tempo, anche in seguito alla decisione della famiglia di eseguire l'esumazione ad una settimana dal decesso (per vicinanza alla rete fognaria), nacque la leggenda che si fosse trattato di una morte clinica.

## Eredità
Venne soprannominata crizantema de aur a muzicii româneşti (la crisantema d'oro della musica rumena). Per le sue doti interpretative, il suo repertorio e per la varietà dei generi, dalle romanze alla musica tradizionale e poi musica leggera rumena o internazionale, il nome di Ileana Sărăroiu si inserisce nelle gallerie dei grandi cantanti rumeni insieme a Maria Tănase, Maria Lătărețu e Ioana Radu.
In suo onore, ogni anno a novembre a Târgoviște si svolge il Festival nazionale "Ileana Sărăroiu", arrivato nel 2017 alla sua Va edizione.

## Discografia parziale
- Romanțe (1974), EP
- Romanțe (1975), EP
- Cine-a pus cârciuma-n drum (1975), EP
- Zori de ziuă se revarsă (1977), LP
- Romanța mea (1977), LP
- Romanțe și cântece populare (1979), LP
- Autografe muzicale (1) (1984), LP
- Autografe muzicale (2) (1985), audiocassetta
- La hanul Ancuței (1988), audiocassetta
- Cu lăutarii după mine (1988), audiocassetta
- Păsărică, mută-ți cuibul (1995), CD
- Meet Romania, vol. 1 (1996), CD
- Dorule, măi dor nebun (2003), CD
- Muzică de petrecere vol. 1. Dă-i cu șprițul pân' la ziuă (2007), CD
- Muzică de petrecere vol. 2. Să ciocnim paharul! (2007), CD
- Muzică de petrecere vol. 3. Cântă-mi lăutare! (2007), CD
- Măi bădiță, măi Gheorghiță (2008), CD

### Germania
- Feurige Klänge vom Balkan (1967), LP
- Von den Karpaten zum Schwarzen Meer (1967), LP